# Casa Nova (Brazilië)
Casa Nova is een gemeente in de Braziliaanse deelstaat Bahia. De gemeente telt 72.545 inwoners (schatting 2020).